# Mitio Nagumo
Pour les articles homonymes, voir Nagumo (homonymie).
Mitio Nagumo (南雲 道夫, Nagumo Michio), né le 7 mai 1905 dans la préfecture de Yamagata et mort le 6 février 1995 à Koganei, est un mathématicien japonais connu pour ses travaux sur les équations différentielles.

## Biographie
Mitio Nagumo est diplômé du département de mathématiques de l'université impériale de Tokyo en 1928. En 1931 il est nommé lecteur à la faculté de technologie de l'université impériale de Kyūshū. De 1932 à 1934 il est professeur invité à l'université de Göttingen. Il revient au Japon comme lecteur à l'université d'Osaka où il devient successivement professeur associé (1934) et professeur titulaire (1936). En 1937 il soutient une thèse à l'université de Tokyo.
Dans les années 1960, il est invité au Courant Institute of Mathematical Sciences, à l'université fédérale du Rio Grande do Sul et à l'université nationale Tsing Hua (en).
Devenu honoraire en 1966, il enseigne à l'université Sophia jusqu'en 1976.
Ses travaux sur les équations différentielles on conduit au critère de Nagumo, à la moyenne de Kolmogorov-Nagumo-de Finetti et au théorème de Nagumo (en),.